# F.B.A.
F.B.A. (Fucina Bucolica Artistica ma anche FereBandAperta) è un gruppo musicale lombardo che propone musica tradizionale-revival di ispirazione celtica. Fondata nel 1993 da Maurizio Feregalli, è composta generalmente da sette elementi supportati da un sostanzioso gruppo di altri musicisti che collabora con loro in diversi progetti.
Un lavoro di ricerca sulla musica tradizionale europea, in particolar modo irlandese e scozzese, ne fa conoscitori e ripropositori di questo repertorio, senza peraltro tralasciare la musica tradizionale galiziana, bretone, occitana, francese e mediterranea.
Lo studio di molti strumenti musicali antichi fa sì che un gran numero di essi sia utilizzato nell'esecuzione dei loro brani; infatti durante i loro spettacoli possiamo vedere e sentire, oltre agli strumenti tradizionali più noti come violino, flauti, fisarmonica, mandolino, etc quelli meno conosciuti in Italia come: bodhrán (tamburo a cornice), tin e low whistle, bouzouki, cittern, ghironda, bagpipe (cornamusa scozzese) e molti altri.
Utilizzando sovente alcuni dialetti della Lombardia centrale nelle canzoni, creano un particolare mix tra i repertori tradizionali che fondono la tradizione celtica europea con quella lombarda, non disdegnando le contaminazioni con quella provenzale o iberica.
Come nelle fest-noz bretoni o le fleadh (feste) scoto-irlandesi eseguono reels, jigs e hornpipes, ma anche polke, bourrées, contredances, branles ed altri motivi della tradizione europea.

## Formazione
- Carlo Amori: violino, coro
- Fabio Belloni: basso elettrico 5 corde, chitarre
- Maurizio Feregalli: voce, chitarre, bouzouki, cittern, mandolino, ghironda, tastiere
- Alan Jones: mandolino, bouzouki, coro
- Mauro Pievani: voce, fisarmonica, violoncello
- Danilo Sivalli: batteria, percussioni, coro
- JeanPier Toffano: whistles, cornamuse, flauti, coro

## Altri musicisti
- Filippo Giordano: violino, pianoforte
- Eloisa Manera: violino
- Valerio Meletti: bodhrán, djembè, percussioni, coro
- Roberto Ricci: batteria
- Fabio Pirola: violino
- Veronica Sbergia: voce, shakers

## Discografia
- 1997 - Passione sogno poesia -- SONY DADC (autoprodotto)
- 2000 - Till the sky shall fall -- Ethnoworld Celtica
- 2000 - The greenlands E.P. -- Ethnoworld Celtica
- 2001 - Demons & lovers E.P. -- Ethnoworld Celtica
- 2002 - Fleadh -- Ethnoworld Celtica
- 2003 - Bèi, oh bèi -- Ethnoworld Celtica / BMG Ricordi
- 2004 - Alter -- Ethnoworld Celtica
- 2006 - The secret dream of the fairies -- Ethnoworld Celtica
- 2007 - The Celtic Rider WEB CD Ethnoworld Celtica / Digital Rights Agency
- 2009 - Yaya E.P. -- Ethnoworld Celtica
- 2011 - Folk Dances -- Web CD Ethnoworld Celtica / The Orchards
- 2011 - Folk Songs -- Web CD Ethnoworld Celtica / The Orchards
- 2012 - Alegher! -- Web CD Ethnoworld Celtica / The Orchards
- 2015 - Amor vincit omnia -- Web CD On the set

## Compilation
- 2001 - Celtica n°11 -- Ed. 3ntini&C.
- 2001 - Celtics -- Bretagna - Brittany
- 2001 - Sampler I -- Ethnoworld
- 2001 - Woman of Ireland -- EDM
- 2001 - Balcaniche frequenze -- (Ethnoworld Pro Radio Contact) Ethnoworld
- 2002 - Sampler II -- Ethnoworld
- 2002 - Musica dei popoli, popoli in armonia -- Ethnoworld
- 2002 - Celtica n°21 -- Ed.3ntini&C.
- 2003 - EW Celtic Music -- Ethnoworld
- 2003 - TAVAgnascoROCK XIV Compilation ufficiale del Festival
- 2003 - Celtica n°25 Trigallia Celtic Festival / Ed.3ntini&C.
- 2003 - Samonios 2003 Capodanno Celtico vol.2 -- Compilation Ufficiale del Festival
- 2003 - EW Cut&Paste -- Ethnoworld
- 2003 - Keltika n°69
- 2004 - Lo spirito del pianeta -- Ethnoworld
- 2005 - Sulle strade padane vol.2 -- Eridania Records
- 2005 - Keltika n°91
- 2007 - Maurizio Feregalli: The Celtic Rider -- Web CD Ethnoworld
- 2009 - Valerio Lanfranco Meletti: Bodhràn and I -- Web CD Ethnoworld
- 2010 - Valerio Lanfranco Meletti: Djembè and I -- Web CD Ethnoworld
- 2010 - La Belle Alliance -- Valery Records